# Đại học Kinh tế Quốc dân Plekhanov
 Đại học Kinh tế quốc dân Plekhanov (tiếng Nga: Российский экономический университет им. Г. В. Плеханова, phiên âm: Rossiysky ekonomichesky universitet) là một trường đại học công lập ở Moskva, Nga. Đây là một trong những cơ sở đào tạo bậc đại học và sau đại học về kinh tế lớn nhất của Nga và là thành viên của nhiều tổ chức giáo dục trên thế giới, đơn cử như Hiệp hội các trường đại học châu Âu (European University Association) và Tổ chức Phát triển Quản lý châu Âu (European Foundation for Management Development).